# Karl Schrötter
Karl Schrötter, plným jménem Karl Borromeus Johann Nepomuk Alois Schrötter (23. července 1827 Olomouc – 7. listopadu 1872 Olomouc), byl lékárník a starosta Olomouce německé národnosti.

## Život
Narodil se v rodině olomouckého lékárníka Johanna Nepomuka Schröttera a jeho manželky Františky, rozené Starniglové. Rod Schrötterů patřil mezi olomoucké lékárníky, kteří od roku 1778 sídlili na olomouckém Horním náměstí.
Karl Schrötter vystudoval chemii a pokračoval v rodinné tradici lékárníků, kteří provozovali tzv. Krajinskou lékárnu. Též externě vyučoval chemii na olomoucké vyšší státní reálce. Byl ředitelem různých společností a velkostatkářem v Jesenci. V roce 1865 byl zvolen místostarostou, v roce 1866 starostou Olomouce. V roce 1870 byl znovu zvolen starostou a též poslancem Moravského zemského sněmu.
V roce svého znovuzvolení Karl Schrötter onemocněl na zápal plic a zánět osrdečníku. Jeho zdravotní stav byl proměnlivý a zemřel o dva roky později. Město Olomouc uspořádalo Karlu Schrötterovi slavnostní pohřeb s průvodem procházejícím městem, na kterém byly zastoupeny osobnosti a spolky. Přestože zesnulý starosta Schrötter byl Němec a jeho politika spíše proněmecká, v pohřebním průvodu byl zastoupen i Sokol.

### Rodinný život
Karl Schrötter byl ženat s Marií, rozenou Weberovou, původem z Výšovic. V matrikách narozených byly prozatím dohledány děti Marie (* 1851) a Hugo (1856–1911), který se stal profesorem chemie ve Štýrském Hradci. Rodina bydlela v domě č. p. 323. Velkostatek v Jesenci spravoval po otci další syn, právník a zemský poslanec Karl Schrötter ml. (??–1908).

## Dílo

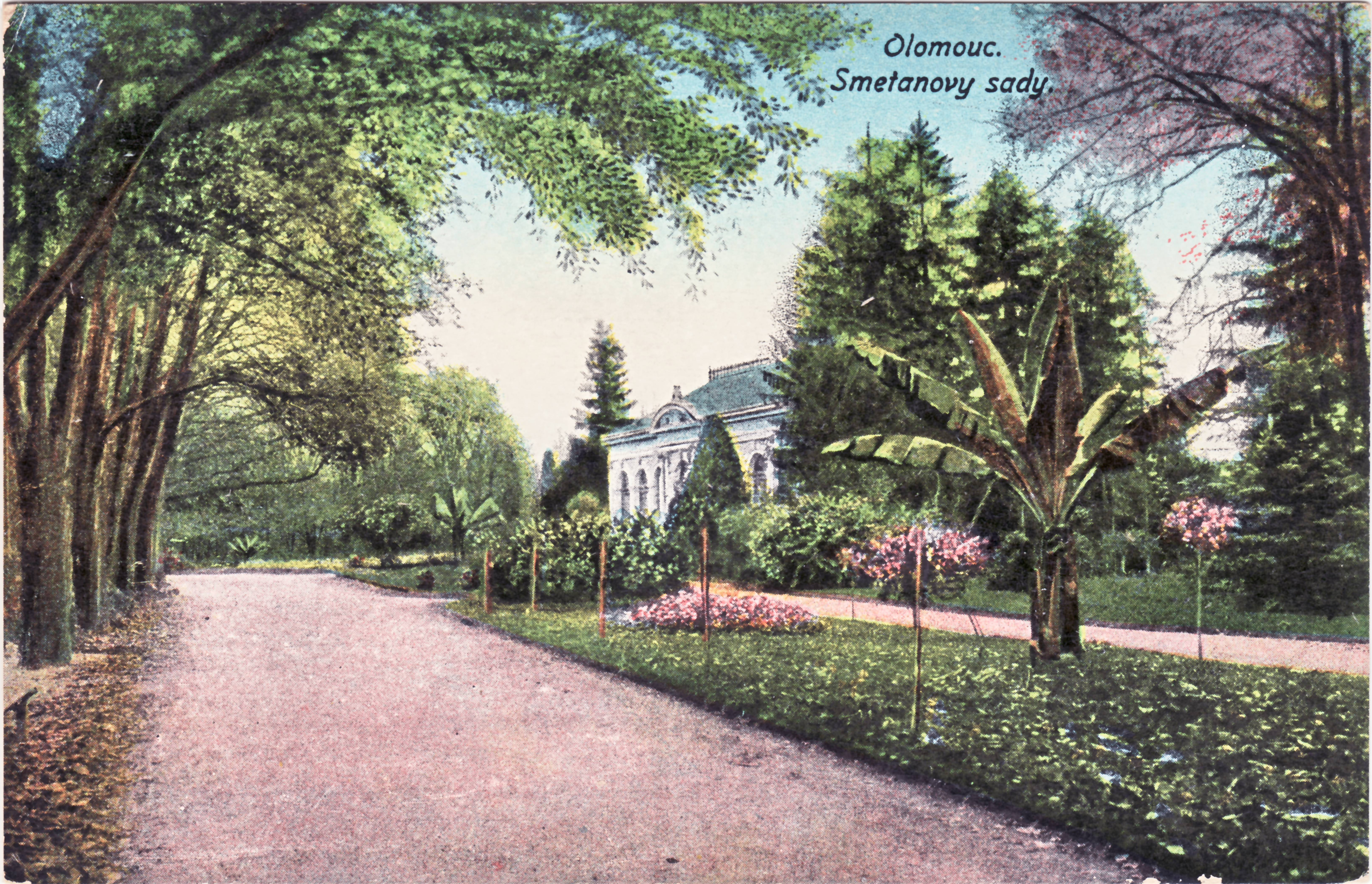
Smetanovy sady v Olomouci (1918)

Jako zastupitel města a pozdější starosta se Karl Schrötter zasloužil např. o reformu obecného školství v Olomouci. Za jeho výkonu funkcí byla reorganizována městská policejní stráž, přebudován městský vodovod, rozšířeno vydláždění, byl reorganizován městský hasičský spolek.
Ve funkci starosty se též pokoušel o zrušení olomoucké pevnosti, což by umožnilo rozvoj města. Za svého života však tohoto cíle nedosáhnul, podobně jako obnovení univerzity.
Karl Schrötter se též zasloužil o založení městského parku (Stadtpark), dnešních Smetanových sadů. Původní Rudolfova alej byla za prusko-rakouské války roku 1866 z obranných důvodů z větší části zničena. V září téhož roku bylo povoleno založení městského parku na plochách na tuto alej navazujících a v krátké době bylo provedeno.
V říjnu 1866 navštívil Olomouc císař František Josef I., který starostu Schröttera vyznamenal rytířským křížem řádu Františka Josefa (Ritterkreuz des Franz-Josefs-Ordens).